# Remexio (Verwaltungsamt)
| \| \| |
|       |

|  |

Remexio ist ein osttimoresisches Verwaltungsamt in der Gemeinde Aileu. Verwaltungssitz ist Remexio im Suco Acumau.

## Geographie

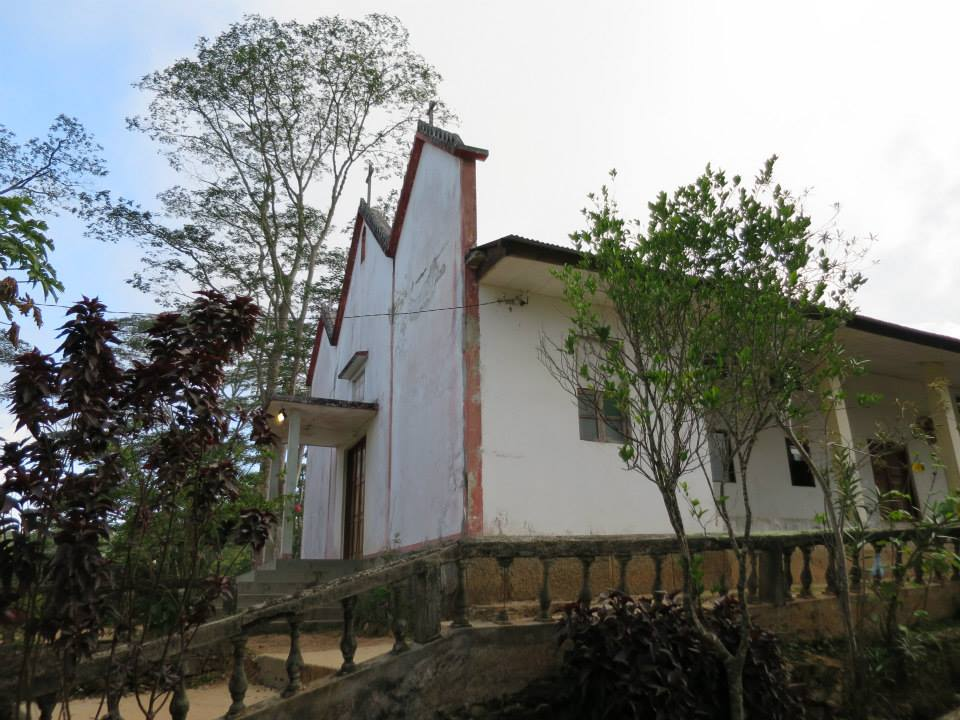
São José Operário im Ort Remexio

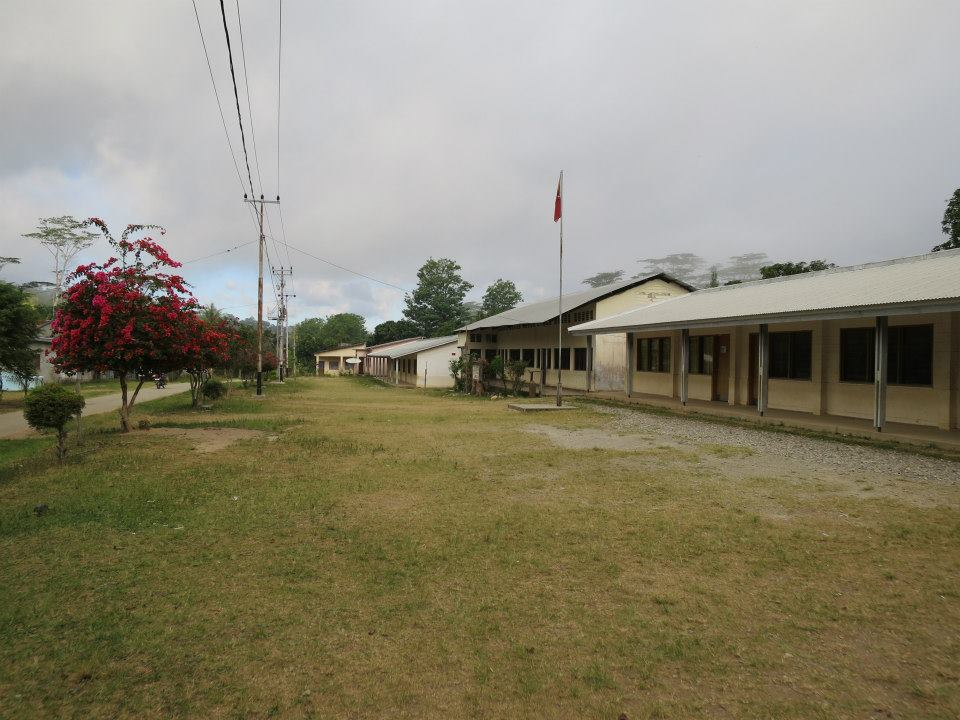
Grundschule (Escola Básica EB) Acumau

Bis 2014 wurden die Verwaltungsämter noch als Subdistrikte bezeichnet.
Das Verwaltungsamt Remexio liegt im Nordosten der Gemeinde Aileu. Im Westen liegen die Verwaltungsämter Laulara und Aileu, im Süden Lequidoe, im Osten die Gemeinde Manatuto und im Norden die Gemeinde Dili. Die Flüsse Remexios sind Teil des Systems des Nördlichen Laclós.
Remexio hat eine Fläche von 210,86 km². Das Verwaltungsamt teilt sich in acht Sucos auf. Im Norden liegen Liurai (Suku Liurai), Acumau (Asumau) und Tulataqueo (Tulataqeo, Tulatakeu), im Südosten Faturasa und im Südwesten Fahisoi, Fadabloco (Fadabloko), Maumeta (Mau-meta) und Hautoho (Hautuho, Mau-toho). Die Sucos Aicurus und Rileu wurden mit der Gebietsreform 2004 aufgelöst.

Klimadaten
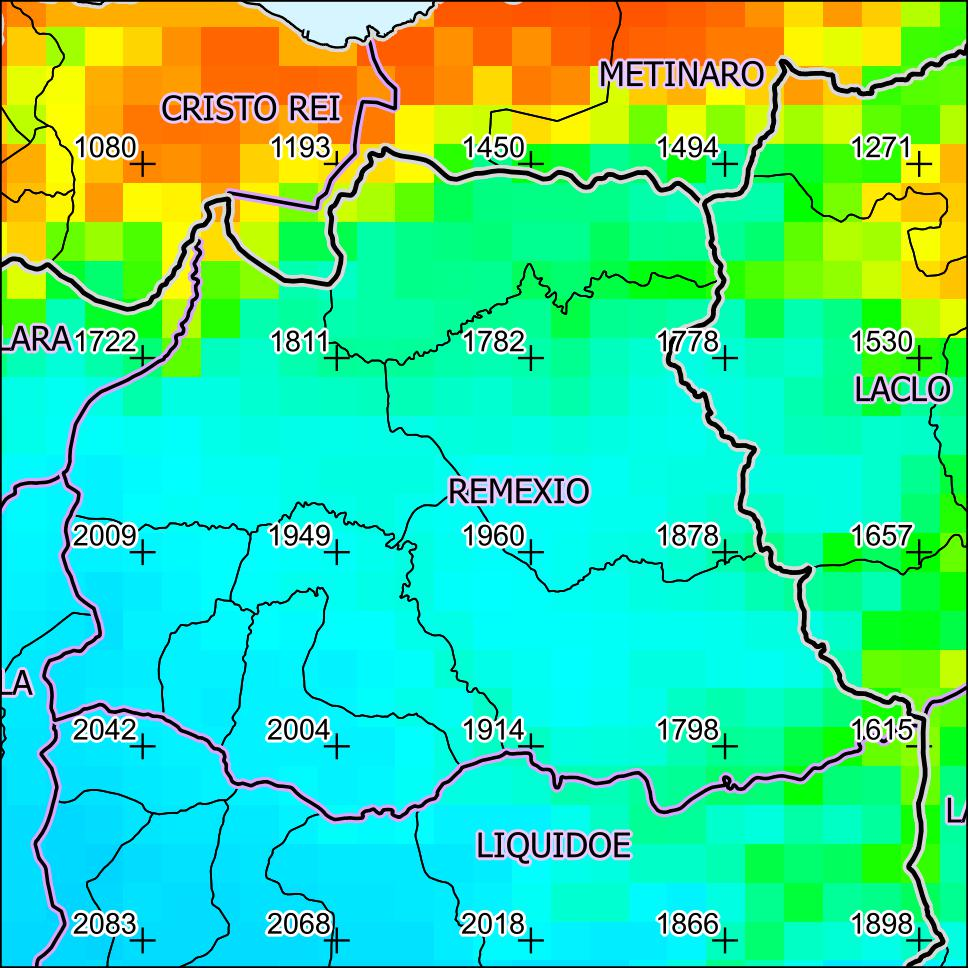
Jährliche Niederschlagsmenge (2000)
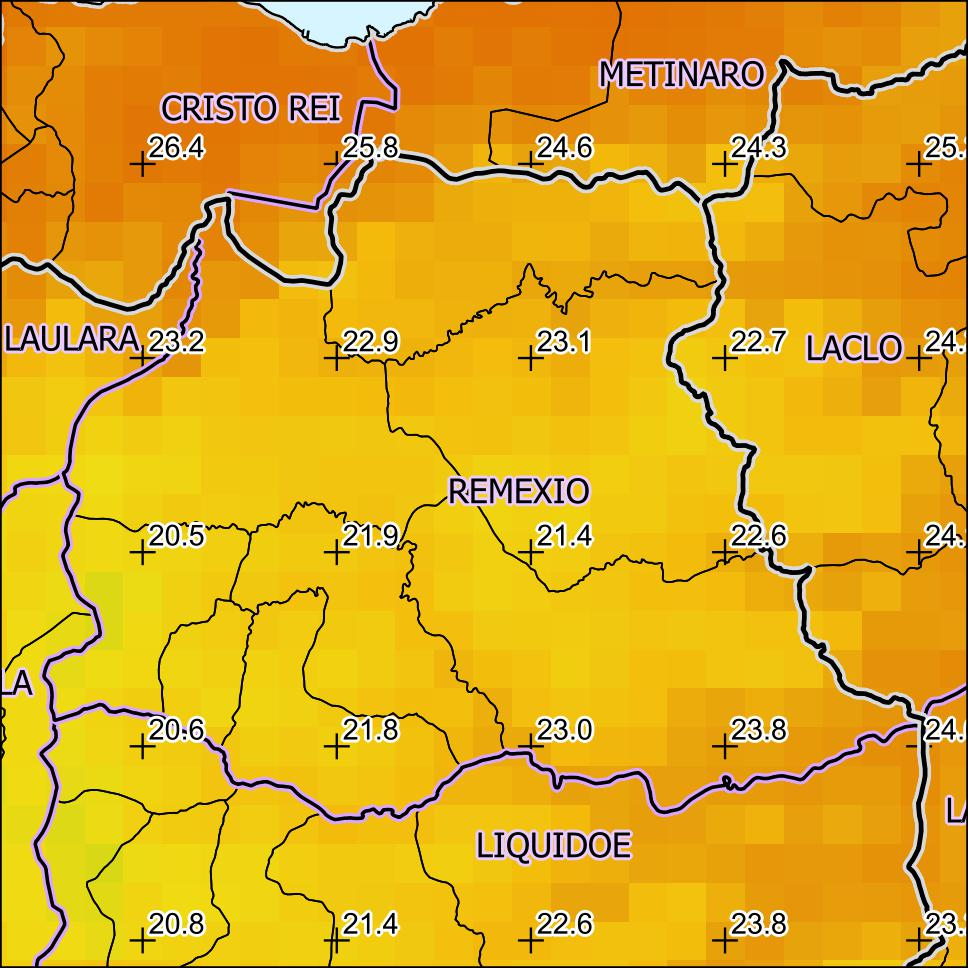
Jahresdurchschnitts-temperatur (2000)
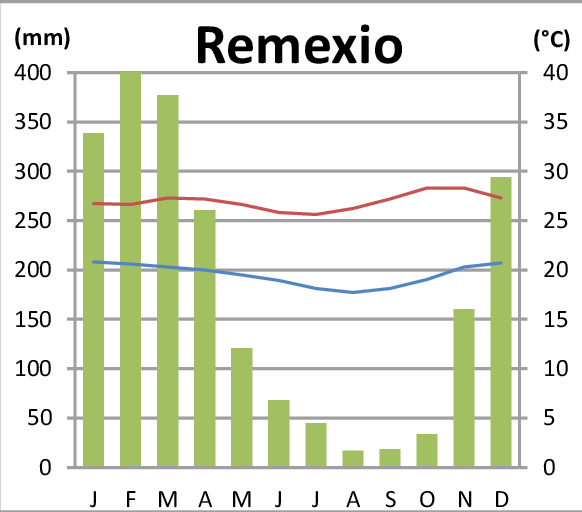
Klimadiagramm

## Einwohner

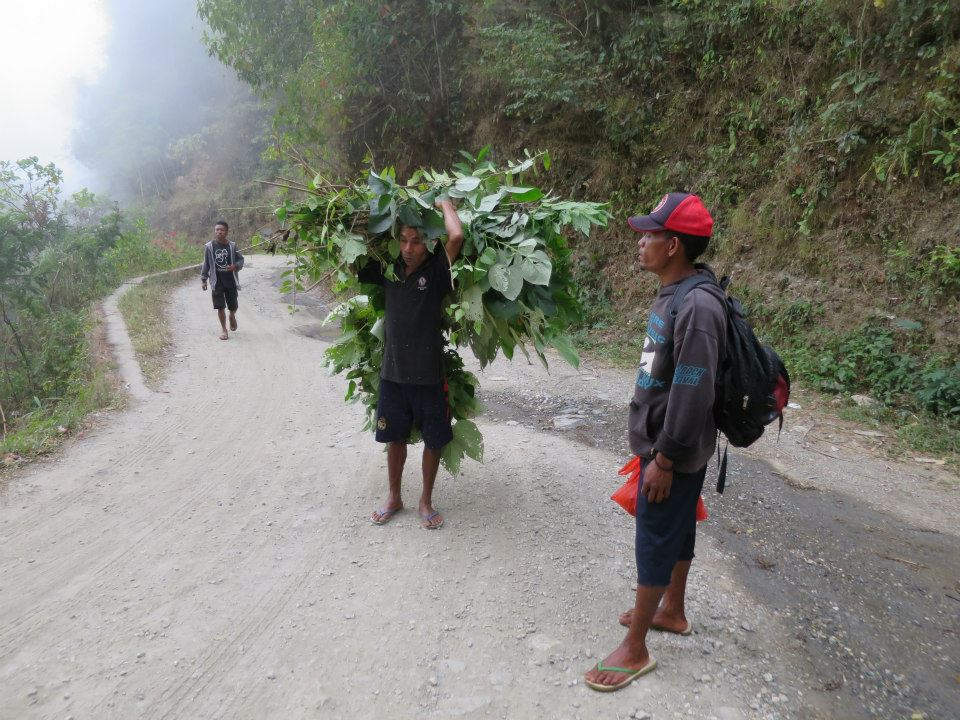
Nahe dem Ort Remexio

Im Verwaltungsamt leben 13.294 Einwohner (2022), davon sind 6.862 Männer und 6.432 Frauen. In Remexio gibt es 2.221 Haushalte. Die häufigste Muttersprache in Remexio ist die Nationalsprache Mambai. Der Altersdurchschnitt beträgt 17,2 Jahre (2010, 2004: 16,1 Jahre).

## Geschichte
Caimau eines der beiden traditionellen Reiche in Remexio, die von einem Liurai regiert wurden. Sein Zentrum soll im heutigen Suco Faturasa gelegen haben.
Das zweite Reich war Failacôr, das unter Gouverneur José Celestino da Silva (1894–1908) von den Portugiesen aufgelöst wurde. Sein Territorium wurde auf Caimau, Laclo und Turiscai verteilt. Die Region Carahil sollte zum Reich Motael zugeschlagen werden, doch die Bevölkerung verweigerte dies. So wurde aus Carahil ein eigenständiges Gebiet, das von einem Militärkommandant verwaltet wurde. Da sich die staatliche Plantage Granja Remexio in Carahil befand, erhielt das Gebiet den Namen Remexio.
Während des Zweiten Weltkriegs wurde Portugiesisch-Timor von den Japanern besetzt und Schauplatz der Schlacht um Timor, in der australische Kommandos und ein Teil der Bevölkerung in Guerillataktik gegen die Besatzer kämpften. Am 22. Mai 1942 geriet ein japanischer Major, der der Tiger von Singapur genannt wurde, mit seiner Einheit bei Remexio in zwei Hinterhalte von Australiern mit timoresischen und portugiesischen Helfern. Der Tiger kam dabei ums Leben.
Remexio war 1976 ein Rückzugsgebiet der FALINTIL, die gegen die indonesischen Invasoren kämpfte. Hier gründete sie eine base de apoio, eine Widerstandsbasis, die Zuflucht für Flüchtlinge aus Remexio, Laclo, Aileu und Dili bot. Außerdem gab es in Remexio ein Umerziehungslager (Renal), in dem Verdächtigte von der FALINTIL inhaftiert wurden. Aufgrund der schlechten Versorgung starben einige der Insassen. Später wurde die Basis von den Indonesiern zerstört.
Von 1978 bis Ende 1979 gab es beim Ort Remexio ein indonesisches Lager für Osttimoresen, die zur besseren Kontrolle von den Besatzern umgesiedelt werden sollten. Hier lebten 4000 Menschen unter katastrophalen Bedingungen, die von Journalisten dokumentiert wurden. Sie hatten das Camp zusammen mit elf ausländischen Botschaftern und dem damaligen indonesischen Außenminister Mochtar Kusumaatmadja am 6. und 7. September 1978 besucht. Fotos von unterernährten Erwachsenen und Kindern aus dem Camp wurden weltweit in Zeitungen veröffentlicht. Viele Menschen starben an Hunger und Durchfallerkrankungen. Zwischen 1970 und 1980 sank die Bevölkerungszahl von Remexio von 7.851 auf 4.880 um 37,8 %.
Am 6. September 1999 wurde der gesamte Verwaltungsamt durch pro-indonesische Milizen verwüstet. Nur wenige Tage vorher hatte sich die Bevölkerung Osttimors in einem Referendum für die Unabhängigkeit von Indonesien ausgesprochen. Häuser und öffentliche Einrichtungen, wie Schulen, wurden niedergebrannt. Auch die Wasserleitung und die Stromgeneratoren wurden zerstört.

## Wirtschaft
79 % der Haushalte bauen Maniok an, 77 % Mais, 73 % Kaffee, 52 % Gemüse und 53 % Kokosnüsse.

## Politik

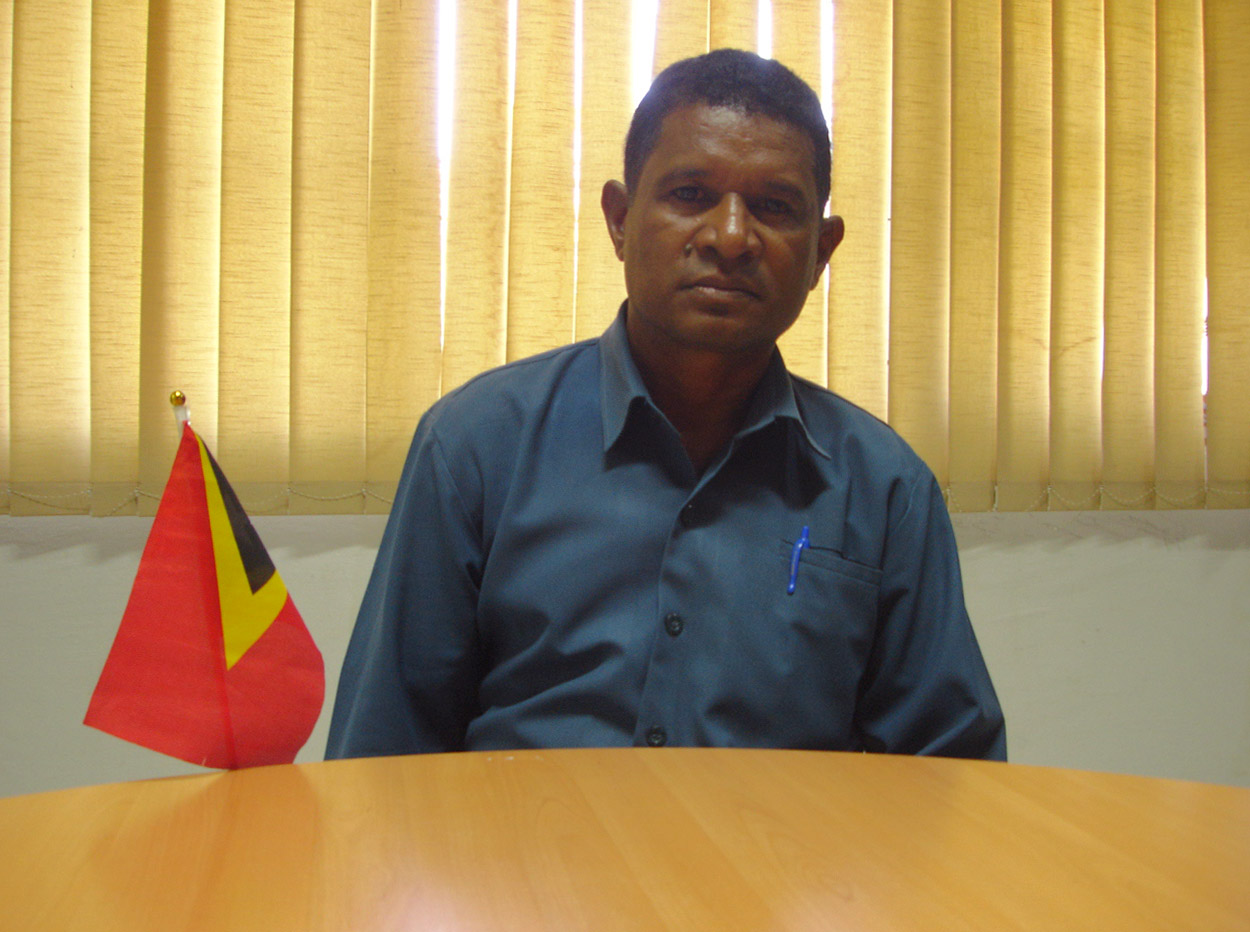
Administrator Carlos Alberto de Araújo (2013)

Der Administrator des Verwaltungsamts wird von der Zentralregierung in Dili ernannt. Im Januar 2009 wurde Fausto C. Mendonça als Administrator von Carlos Alberto de Araújo abgelöst. Araújo hatte das Amt im Februar 2014 noch inne. 2016 wird Jacinto Mendonça als Administrator aufgeführt. 2021 wurde Gastão Mendonça zum Administrator ernannt.

## Partnerschaft
Zwischen dem Verwaltungsamt Remexio und dem australischen Ort Kangaroo Valley (New South Wales) besteht eine Partnerschaft.

## Persönlichkeiten
- Henrique da Costa (* 1972 in Liurai), Polizist